# Rifugio Cinque Torri
Das Rifugio Cinque Torri ist eine privat geführte Schutzhütte in der Nuvolaugruppe in der Provinz Belluno. Die in der Regel von Mitte Juni bis Ende September geöffnete Hütte verfügt über 16 Schlafplätze.

## Lage
Die Schutzhütte liegt auf 2137 m s.l.m. südöstlich der Torre Grande (2361 m) und nordöstlich des Monte Nuvolau (2574 m) in den Ampezzaner Dolomiten. Sie ist über eine Fahrstraße von der Großen Dolomitenstraße aus erreichbar. Am Rifugio Cinque Torri führt der Dolomiten-Höhenweg 1 vorbei.

## Geschichte
Die Schutzhütte wurde 1904 von einigen privaten Unternehmern aus Cortina d’Ampezzo errichtet. Während des Ersten Weltkrieges befand sich das Rifugio Cinque Torri in unmittelbarer Frontnähe und diente zeitweise als Unterkunft des Stabs der Infanterie-Brigade Reggio. 1916 hielt sich hier bei einem Frontbesuch König Viktor Emanuel III. auf, um der italienischen Minensprengung am nahe gelegenen Schreckenstein unterhalb der Tofana di Rozes am 11. Juli 1916 beizuwohnen. Die Hütte überstand den Ersten wie auch den Zweiten Weltkrieg relativ unbeschadet und wurde 1963 erweitert.

## Zustiege
- Vom Rifugio Ristorante Bài de Dònes, 1889 m ⊙ auf Weg 425 in 1 Stunde
- Von der Brücke am Ru Curto, 1708 m ⊙ auf Weg 437, 439 in 1 ¼ Stunden

## Nachbarhütten und Übergänge
- Zum Rifugio Scoiattoli, 2255 m ⊙ auf Weg 439 in 20 Minuten
- Zum Rifugio Nuvolau, 2574 m ⊙ auf Weg 443, 438 in 2 Stunden
- Zum Passo di Giau, 2236 m ⊙ auf Weg 443 in 1 Stunde
- Zum Rifugio Croda da Lago, 2046 m ⊙ auf Weg 439, 437, 434 in 2 ½ bis 3 Stunden